# Baseball and Trouble
Baseball and Trouble è un cortometraggio muto del 1915 prodotto dalla Lubin. Il nome del regista non viene riportato nei credit del film. Prodotto dalla Lubin Manufacturing Company e distribuito dalla General Film Company, era interpretato da William A. Cohill, Lilie Leslie, J.W. Smiley, James Cassady.

## Produzione
Il film fu prodotto dalla Lubin Manufacturing Company.

## Distribuzione
Distribuito dalla General Film Company, il film - un cortometraggio in una bobina - uscì nelle sale statunitensi il 12 gennaio 1915.